# Parkwood Records
Parkwood Records is een platenlabel voor jazz-muziek. Het label werd in 1983 opgericht door gitarist en producer Hugh Leal, het eerste album was een plaat van Doc Cheatham en zijn New York Quartet. Rond 2001 werd het label verkocht aan George H. Buck, die de eigenaar is van jazzlabels als Jazzology en GHB Records. Artiesten wier werk op het label uitkwam zijn onder meer Sammy Price, Art Hodes en George Benson.